# 皆川猿時
皆川猿時（日语：／ Minagawa Sarutoki；1971年2月1日—）是日本男演員，出身自福島縣，隸屬於大人計劃。
在Group Soul中，他作为 Kaworu Minato 负责司仪、人声和歌词。 Kaworu Minato 将永远 46 岁。

## 作品列表

### 電視劇
- 小海女（2013年，NHK）：飾演 磯野心平
- 摸魚上班族飴谷甘太朗（2017年7月14日－9月29日，東京電視台）：飾演 三宅徹
- 輪到你了（2019年4月14日－9月8日，日本電視台）：飾演 水城洋司
- 韋馱天～東京奧運故事～（2019年，NHK）：飾演 松沢一鶴
- 鐵之骨（2020年4月18日－5月16日，WOWOW）：飾演 永山徹夫
- 未解決之女 警視廳文書搜查官 第2季（2020年8月6日－9月17日，朝日電視台）：飾演 宗像利夫
- 如果，有一所只有帥哥的高中（2022年1月－3月，朝日電視台）：飾演 池田良夫
- 騙不了人的男人（2022年3月26日，日本電視台）：飾演 情報屋MASA
- 吉祥寺魯蛇 第1集・最終集（2022年4月11日，東京電視台）：飾演 犬居
- 原子之子（2022年10月－12月，TBS）：飾演 小山田賢雄
- 軟男與鐵妹子（2023年8月－9月，東京電視台）：飾演 媽媽桑
- 廚房的愛麗絲（2024年1月－3月，日本電視台）：飾演 三ツ沢定一郎
- 那些照亮城市風景的人（2024年4月－6月，日本電視台）：飾演 深川龍一
- 東京沙拉碗（2025年1月－，NHK）：飾演 飯山修

### 電影
- 臥底刑警（2014年2月15日）：飾演 福澄獨步
- 臥底型警之香港狂騷曲（2016年12月23日）：飾演 福澄獨步
- 母子逆緣（2020年7月3日）：飾演 宇治田守
- 飆速宅男（2020年8月14日）：飾演 寒咲幸司
- 不能說的·秘密（2024年6月28日）：飾演 山本修治
- 赤羽骨子的秘密保鑣（2024年8月2日）：飾演 田中

### 動畫電影
- 心之觸碰。（2024年10月4日）：飾演 脇田[2]

## 外部連結
- 經紀公司個人資料頁面（日語）

1. ↑  . 毎日新聞.   [2021-04-03] （日语）.
2. ↑  . Comic Natalie. 2024-07-05  [2024-07-05]. （原始内容存档于2024-07-06） （日语）.